# A49 (Groot-Brittannië)
De A49 is een 265 km lange hoofdverkeersweg in Engeland.
De weg verbindt Preston via Warrington, Wigan, Shrewsbury en Hereford met Ross-on-Wye

## Hoofdbestemmingen
- Warrington
- Wigan
- Ashton-in-Makerfield
- Shrewsbury
- Hereford
- Ross-on-Wye

## Foto's

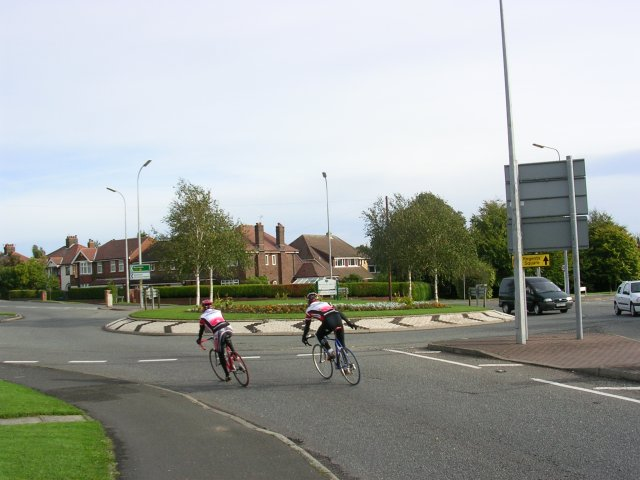
Owens Corner south of Warrington
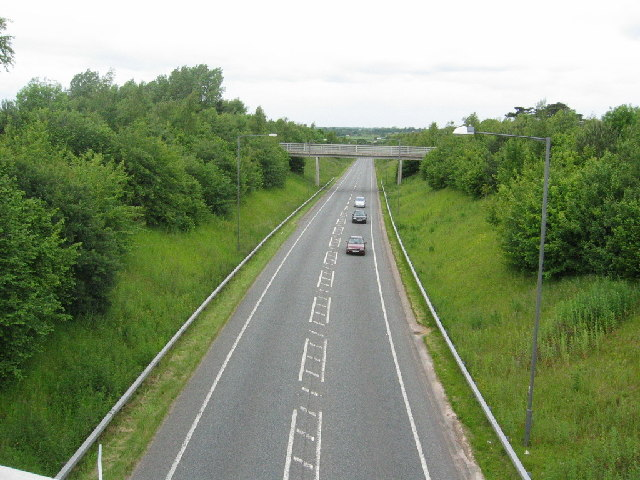
Rondweg van Weaverham
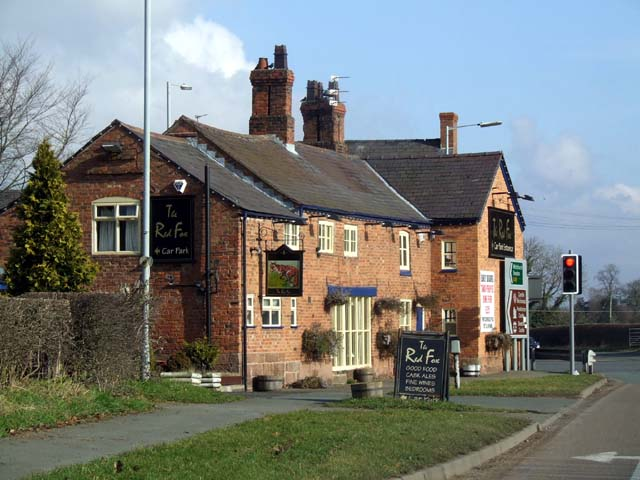
The Red Fox
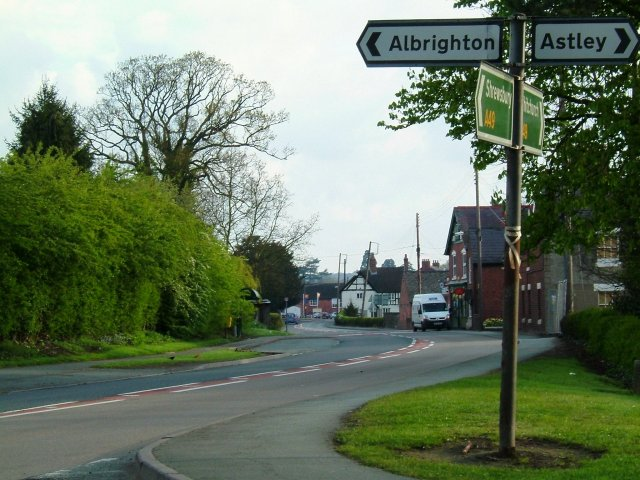
Hadnall
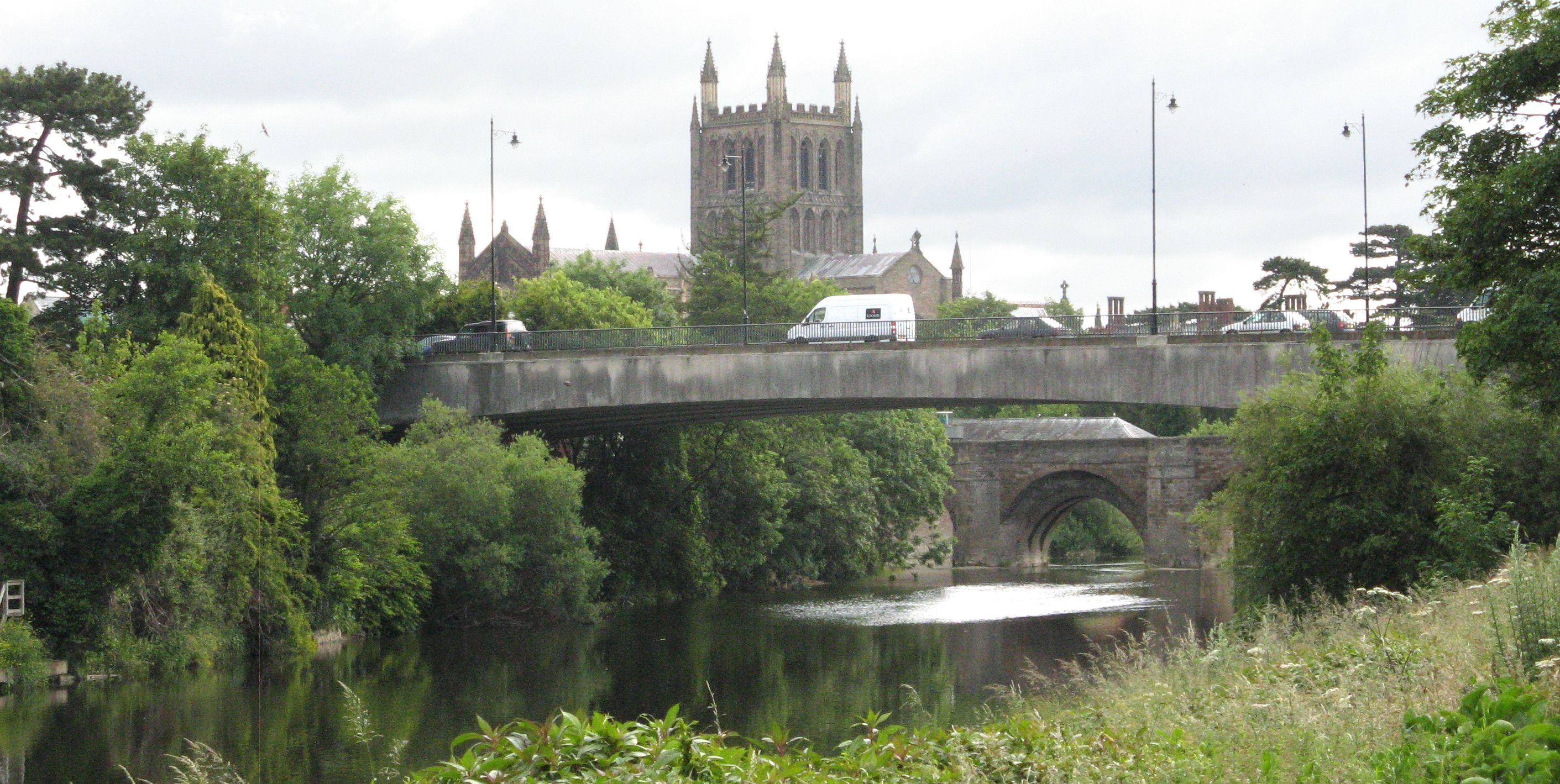
Greyfriars bridge over de Wye in Hereford
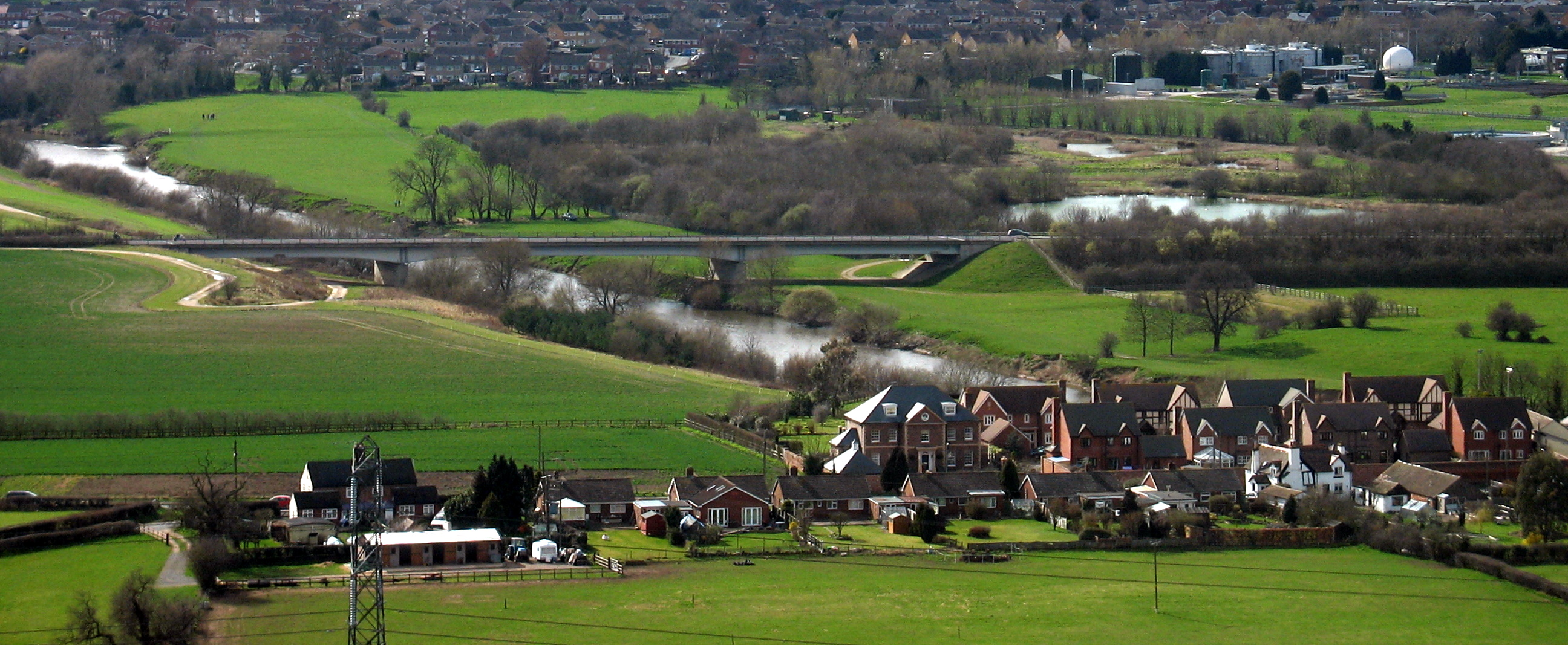
De A49 kruist de Severn bij Shrewsbury